# Gwala Torbiński
Gwala Torbiński (właściwie Walenty Torbiński; ur. 14 lutego 1908 w Konstantowie, zm. 13 lipca 1999 w Krakowie) – polski zakonnik, dominikanin, mistyk, kandydat do wyniesienia na ołtarze Kościoła katolickiego, zwany „milczącym kaznodzieją”.

## Życiorys
Walenty Torbiński urodził się 14 lutego 1908 w Konstantowie koło Janowa Lubelskiego w wielodzietnej rodzinie chłopskiej. Wykształcenie zakończył na czwartej klasie szkoły powszechnej.
W maju 1933 wstąpił do klasztoru dominikanów we Lwowie. W styczniu 1934 został bratem konwersem (dominikaninem bez święceń). Pracował fizycznie na folwarku, a także jako zakrystian i jako zecer w wydawnictwie dominikanów we Lwowie.
II wojnę światową spędził we Lwowie, składając śluby wieczyste w styczniu 1941, pomimo represji ze strony władz radzieckich. Był jednym z ostatnich dominikanów, którzy opuścili klasztor we Lwowie przed jego kasatą w 1946. Bracia ze Lwowa wyjechali do Krakowa. Następnie Torbiński mieszkał kolejno w klasztorze w Prudniku, Tarnobrzegu, Lublinie i Warszawie. Służył jako zakrystian i organista w klasztorze na Służewie, gdzie wraz z Adamem Studzińskim i pozostałymi duchownymi tworzył podstawy parafii św. Dominika. Następnie pracował jako zaopatrzeniowiec w klasztorze w Poznaniu.
W 1959 prowincjał przeniósł Torbińskiego do klasztoru w Krakowie, gdzie został pomocnikiem bibliotekarza. Uczył się na pamięć imion i nazwisk kleryków oraz numerów ich cel w klasztorze. Osobiście dostarczał zamówione przez nich książki pod właściwe drzwi, żeby nie musieli schodzić do czytelni. Korzystając z miejsca pracy czytał dużo książek, dzięki czemu wypracował sobie intelektualną formację. Klerycy, którym doradzał lektury, byli zaskoczeni jego znajomością książek. Sam nauczył się łaciny, a także języków francuskiego i niemieckiego.
W latach 70. XX wieku został u niego wykryty rak kości. Nowotwór został zaleczony, ale Torbiński do końca życia zmagał się z anemią wynikającą z uszkodzenia szpiku, a także z innymi dolegliwościami. Jego zdrowie osłabił dodatkowo kurz w bibliotece, w której pracował. Przez problemy z poruszaniem przestał nosić habit. Miał również problemy z układem trawiennym. Pomimo trudności kontynuował służbę w klasztorze, aby, jak zapisał w liście do rodziny, „nie jeść darmo chleba”.
Według świadectw braci, z którymi przebywał, miał on mieć przeżycia mistyczne, choć sam nigdy o nich nie mówił. Zakonnicy zauważyli, że Torbiński „wie rzeczy, których nie może wiedzieć”. Potrafił też celnie rozpoznać charaktery ludzi, których spotykał.
Zmarł w opinii świętości 13 lipca 1999 w Krakowie w wieku 91 lat. Został pochowany w grobowcu dominikanów na cmentarzu Rakowickim (Kwatera VIII rząd południowy).

## Proces beatyfikacyjny
W lutym 2018 postanowieniem Polskiej Prowincji Dominikanów wszczęto przygotowania do procesów beatyfikacyjnych Gwali Torbińskiego oraz Joachima Badeniego.